# Junior-VM i håndbold 2001 (kvinder)
Juniorverdensmesterskabet i håndbold 2001 for kvinder var det 13. junior-VM i håndbold for kvinder. Mesterskabet blev arrangeret af International Handball Federation, og slutrunden med deltagelse af 20 hold blev afviklet i Ungarn i perioden 29. juli – 11. august 2001.
Mesterskabet blev vundet af Rusland, som i finalen besejrede værtslandet Ungarn med 29-27. Bronzemedaljerne gik til Tyskland, som vandt 26-22 over Spanien i bronzekampen. Sejren var Ruslands anden ved junior-VM for kvinder – den første titel kom i hus i 1993.

## Slutrunde

### Indledende runde
De 20 hold spillede i den indledende runde i fire grupper med fem hold. Hver gruppe spillede en enkelturnering alle-mod-alle, og de tre bedst placerede hold i hver gruppe gik videre til hovedrunden om placeringerne 1-12, mens firerne og femmerne gik videre til placeringskampene om 13.- til 20.-pladsen.

#### Gruppe A
| Dato  | Tid   | Kamp               | Res.  | Pause   | Spillested |
| ----- | ----- | ------------------ | ----- | ------- | ---------- |
| 29.7. | 18:00 | Spanien – Holland  | 23–24 | 10-12   | Pápa       |
| 29.7. | 20:00 | Sydkorea – Kina    | 23–20 | 011-611 | Pápa       |
| 30.7. | 16:00 | Spanien – Kina     | 27–19 | 16-61   | Győr       |
| 30.7. | 20:00 | Rusland – Holland  | 42–24 | 20-16   | Győr       |
| 31.7. | 20:00 | Rusland – Sydkorea | 36–30 | 13-18   | Győr       |
| 1.8.  | 16:00 | Holland – Kina     | 24–24 | 12-13   | Pápa       |
| 1.8.  | 16:00 | Spanien – Sydkorea | 35–22 | 19-11   | Győr       |
| 2.8.  | 14:00 | Rusland – Kina     | 38–17 | 18-81   | Győr       |
| 3.8.  | 14:00 | Sydkorea – Holland | 30–24 | 15-10   | Pápa       |
| 3.8.  | 18:00 | Rusland – Spanien  | 35–30 | 18-12   | Pápa       |

| Hold     | Kampe | Mål       | Point |
| -------- | ----- | --------- | ----- |
| Rusland  | 4     | 151-101   | 8     |
| Spanien  | 4     | 0115-1001 | 4     |
| Sydkorea | 4     | 1105-1150 | 4     |
| Holland  | 4     | 1196-1190 | 3     |
| Kina     | 4     | 1180-1120 | 1     |

#### Gruppe B
| Dato  | Tid   | Kamp                    | Res.  | Pause | Spillested |
| ----- | ----- | ----------------------- | ----- | ----- | ---------- |
| 29.7. | 14:00 | Jugoslavien – Brasilien | 22–16 | 19-10 | Pápa       |
| 29.7. | 16:00 | Danmark – Tunesien      | 28–26 | 14-12 | Pápa       |
| 30.7. | 14:00 | Jugoslavien – Tunesien  | 30–22 | 15-81 | Győr       |
| 30.7. | 18:00 | Rumænien – Brasilien    | 27–22 | 15-10 | Győr       |
| 31.7. | 20:00 | Rumænien – Danmark      | 24–21 | 12-13 | Győr       |
| 1.8.  | 16:00 | Brasilien – Tunesien    | 30–18 | 12-61 | Győr       |
| 1.8.  | 16:00 | Jugoslavien – Danmark   | 22–30 | 19-16 | Győr       |
| 2.8.  | 16:00 | Rumænien – Tunesien     | 36–24 | 16-11 | Győr       |
| 3.8.  | 16:00 | Danmark – Brasilien     | 24–25 | 19-13 | Pápa       |
| 3.8.  | 20:00 | Rumænien – Jugoslavien  | 34–23 | 17-11 | Pápa       |

| Hold           | Kampe | Mål       | Point |
| -------------- | ----- | --------- | ----- |
| Rumænien       | 4     | 0121-9011 | 8     |
| Danmark        | 4     | 103-971   | 4     |
| FR Jugoslavien | 4     | 197-102   | 4     |
| Brasilien      | 4     | 193-910   | 4     |
| Tunesien       | 4     | 190-124   | 0     |

#### Gruppe C
| Dato  | Tid   | Kamp               | Res.  | Pause | Spillested |
| ----- | ----- | ------------------ | ----- | ----- | ---------- |
| 29.7. | 14:00 | Taiwan – Tyrkiet   | 20–34 | 19-14 | Győr       |
| 29.7. | 16:00 | Tyskland – Japan   | 28–23 | 19-10 | Győr       |
| 30.7. | 15:45 | Tyskland – Tyrkiet | 28–27 | 14-81 | Pápa       |
| 30.7. | 19:45 | Sverige – Japan    | 19–18 | 9-8   | Pápa       |
| 31.7. | 16:00 | Sverige – Taiwan   | 25–18 | 9-8   | Győr       |
| 1.8.  | 18:00 | Tyskland – Taiwan  | 30–16 | 14-61 | Pápa       |
| 1.8.  | 20:00 | Japan – Tyrkiet    | 22–26 | 11-12 | Pápa       |
| 2.8.  | 18:00 | Sverige – Tyrkiet  | 28–23 | 12-81 | Győr       |
| 3.8.  | 18:00 | Taiwan – Japan     | 24–17 | 9-7   | Győr       |
| 3.8.  | 20:00 | Sverige – Tyskland | 20–28 | 18-17 | Győr       |

| Hold     | Kampe | Mål       | Point |
| -------- | ----- | --------- | ----- |
| Tyskland | 4     | 0114-8611 | 8     |
| Sverige  | 4     | 92-87     | 6     |
| Tyrkiet  | 4     | 0110-9811 | 4     |
| Taiwan   | 4     | 178-106   | 2     |
| Japan    | 4     | 80-97     | 0     |

#### Gruppe D
| Dato  | Tid   | Kamp                 | Res.  | Pause   | Spillested |
| ----- | ----- | -------------------- | ----- | ------- | ---------- |
| 29.7. | 18:00 | Ungarn – Argentina   | 26–11 | 12-51   | Győr       |
| 29.7. | 20:00 | Norge – Angola       | 26–19 | 011-611 | Győr       |
| 30.7. | 17:45 | Kroatien – Ungarn    | 20–34 | 18-17   | Pápa       |
| 31.7. | 16:00 | Kroatien – Angola    | 31–18 | 20-70   | Pápa       |
| 31.7. | 18:00 | Norge – Argentina    | 35–21 | 17-11   | Pápa       |
| 1.8.  | 14:00 | Angola – Argentina   | 20–14 | 7-6     | Pápa       |
| 1.8.  | 18:00 | Norge – Ungarn       | 24–32 | 12-15   | Győr       |
| 2.8.  | 18:00 | Kroatien – Argentina | 38–13 | 17-61   | Győr       |
| 3.8.  | 18:00 | Kroatien – Norge     | 25–22 | 13-11   | Győr       |
| 3.8.  | 20:00 | Ungarn – Angola      | 29–19 | 15-91   | Győr       |

| Hold      | Kampe | Mål       | Point |
| --------- | ----- | --------- | ----- |
| Ungarn    | 4     | 0121-7411 | 8     |
| Kroatien  | 4     | 0114-8711 | 6     |
| Norge     | 4     | 107-971   | 4     |
| Angola    | 4     | 176-100   | 2     |
| Argentina | 4     | 1159-1190 | 0     |

### Hovedrunde
De tolv hold, som endte på første-, anden- eller tredjepladsen i grupperne i den indledende runde, spillede i hovedrunden om 1.- til 12.-pladsen. Holdene blev inddelt i to nye grupper med seks hold. De seks hold fra gruppe A og B blev samlet i gruppe M I, mens holdene fra gruppe C og D samledes i gruppe M II. I hver gruppe spillede holdene en enkeltturnering alle-mod-alle, bortset fra at resultater af indbyrdes opgør mellem hold fra samme indledende gruppe blev overført til hovedrunden, så holdene ikke skulle mødes igen. Vinderne og toerne i de to grupper gik videre til semifinalerne. Treerne gik videre til placeringskampen om 5.-pladsen, firerne spillede videre i kampen om 7.-pladsen, femmerne i kampen om 9.-pladsen, mens sekserne måtte tage til takke med at spille om 11.-pladsen.

#### Gruppe M I
| Dato | Tid   | Kamp                   | Res.  | Pause   | Spillested |
| ---- | ----- | ---------------------- | ----- | ------- | ---------- |
| 5.8. | 16:00 | Rusland – Jugoslavien  | 30–31 | 11-19   | Győr       |
| 5.8. | 18:00 | Rumænien – Sydkorea    | 28–28 | 15-14   | Győr       |
| 5.8. | 20:00 | Spanien – Danmark      | 27–25 | 13-15   | Győr       |
| 6.8. | 16:00 | Sydkorea – Jugoslavien | 36–27 | 18-10   | Pápa       |
| 6.8. | 18:00 | Danmark – Rusland      | 27–35 | 13-17   | Pápa       |
| 6.8. | 20:00 | Rumænien – Spanien     | 21–35 | 11-13   | Pápa       |
| 7.8. | 16:00 | Sydkorea – Danmark     | 24–25 | 11-12   | Pápa       |
| 7.8. | 18:00 | Spanien – Jugoslavien  | 26–17 | 011-911 | Pápa       |
| 7.8. | 20:00 | Rusland – Rumænien     | 28–28 | 15-14   | Pápa       |

| Hold           | Kampe | Mål       | Point |
| -------------- | ----- | --------- | ----- |
| Spanien        | 5     | 153-126   | 8     |
| Rusland        | 5     | 164-146   | 7     |
| Rumænien       | 5     | 0141-1351 | 6     |
| Danmark        | 5     | 128-132   | 4     |
| Sydkorea       | 5     | 1140-1510 | 3     |
| FR Jugoslavien | 5     | 120-156   | 2     |

#### Gruppe M II
| Dato | Tid   | Kamp                | Res.  | Pause   | Spillested |
| ---- | ----- | ------------------- | ----- | ------- | ---------- |
| 5.8. | 16:00 | Tyskland – Norge    | 19–23 | 118-110 | Pápa       |
| 5.8. | 18:00 | Ungarn – Tyrkiet    | 42–16 | 20-70   | Pápa       |
| 5.8. | 20:00 | Sverige – Kroatien  | 21–18 | 118-110 | Pápa       |
| 6.8. | 16:00 | Tyrkiet – Norge     | 26–30 | 12-16   | Győr       |
| 6.8. | 18:00 | Ungarn – Sverige    | 28–17 | 12-91   | Győr       |
| 6.8. | 20:00 | Kroatien – Tyskland | 22–34 | 11-17   | Győr       |
| 7.8. | 16:00 | Tyrkiet – Kroatien  | 26–39 | 14-18   | Győr       |
| 7.8. | 18:00 | Sverige – Norge     | 16–27 | 19-10   | Győr       |
| 7.8. | 20:00 | Tyskland – Ungarn   | 24–22 | 10-91   | Győr       |

| Hold     | Kampe | Mål       | Point |
| -------- | ----- | --------- | ----- |
| Tyskland | 5     | 1133-1140 | 8     |
| Ungarn   | 5     | 1158-1010 | 8     |
| Norge    | 5     | 1126-1180 | 6     |
| Sverige  | 5     | 102-124   | 4     |
| Kroatien | 5     | 124-137   | 4     |
| Tyrkiet  | 5     | 0118-1671 | 0     |

#### Finalekampe
| Kamp        | Dato  | Tid   | Kamp               | Res.  | Pause | Spillested |
| ----------- | ----- | ----- | ------------------ | ----- | ----- | ---------- |
| Semifinaler | 9.8.  | 18:00 | Rusland – Tyskland | 33–32 | 12-11 | Pápa       |
| Semifinaler | 9.8.  | 18:00 | Spanien – Ungarn   | 25–31 | 12-15 | Győr       |
| Bronzekamp  | 13.8. | 12:30 | Spanien – Tyskland | 22–26 | 12-13 | Győr       |
| Finale      | 13.8. | 14:30 | Ungarn – Rusland   | 27–29 | 11-15 | Győr       |

| Plac. | Hold     |
| ----- | -------- |
| 1.    | Rusland  |
| 2.    | Ungarn   |
| 3.    | Tyskland |
| 4.    | Spanien  |

#### Medaljevindere
| Guld | Sølv   | Bronze   |
| --- | ------ | -------- |
| Rusland | Ungarn | Tyskland |
| Julija Budusova Jelena Ilusjina Olga Riazanova Jekaterina Machtchitskaja Jelena Polenova Jelena Agafonova Kristina Vasilenko Tatjana Surkova Ljudmila Motjalina Jelena Tjaussova Anna Kurepta Jana Vasileva Anna Fillipova Alina Dolgikh Jelena Ogorodnikova Anna Germasjeva |        |          |

#### Placeringskampe
| Kamp                | Dato  | Tid   | Kamp                  | Res.  | Pause | Spillested |
| ------------------- | ----- | ----- | --------------------- | ----- | ----- | ---------- |
| Kamp om 11.-pladsen | 10.8. | 16:00 | Jugoslavien – Tyrkiet | 26–34 | 12-20 | Győr       |
| Kamp om 9.-pladsen  | 10.8. | 16:00 | Sydkorea – Kroatien   | 29–21 | 14-10 | Pápa       |
| Kamp om 7.-pladsen  | 10.8. | 18:00 | Danmark – Sverige     | 22–20 | 11-10 | Győr       |
| Kamp om 5.-pladsen  | 10.8. | 18:00 | Rumænien – Norge      | 34–30 | 20-12 | Pápa       |

| Plac. | Hold           |
| ----- | -------------- |
| 5.    | Rumænien       |
| 6.    | Norge          |
| 7.    | Danmark        |
| 8.    | Sverige        |
| 9.    | Sydkorea       |
| 10.   | Kroatien       |
| 11.   | Tyrkiet        |
| 12.   | FR Jugoslavien |

### Placeringsrunde
De otte hold, som endte på fjerde- eller femtepladsen i grupperne i den indledende runde, spillede i placeringsrunden om 13.- til 20.-pladsen. Holdene blev inddelt i to nye grupper med fire hold. Vinderne af de to grupper gik videre til placeringskampen om 13.-pladsen, toerne spillede videre i kampen om 15.-pladsen, treerne i kampen om 17.-pladsen, mens firerne måtte tage til takke med at spille om 19.-pladsen.

#### Gruppe I-P
| Dato | Tid   | Kamp                 | Res.  | Pause | Spillested  |
| ---- | ----- | -------------------- | ----- | ----- | ----------- |
| 5.8. | 14:00 | Holland – Tunesien   | 27–28 | 15-13 | Győr        |
| 5.8. | 14:00 | Taiwan – Argentina   | 20–24 | 14-12 | Pápa        |
| 6.8. | 16:00 | Argentina – Holland  | 16–15 | 9-8   | Győrújbarát |
| 6.8. | 18:00 | Tunesien – Taiwan    | 29–28 | 11-12 | Győrújbarát |
| 7.8. | 14:00 | Holland – Taiwan     | 28–19 | 14-91 | Győr        |
| 7.8. | 16:00 | Tunesien – Argentina | 27–24 | 12-12 | Győrújbarát |

| Hold      | Kampe | Mål     | Point |
| --------- | ----- | ------- | ----- |
| Tunesien  | 3     | 84-79   | 6     |
| Argentina | 3     | 64-62   | 4     |
| Holland   | 3     | 70-63   | 2     |
| Taiwan    | 3     | 167-810 | 0     |

#### Gruppe II-P
| Dato | Tid   | Kamp               | Res.  | Pause   | Spillested  |
| ---- | ----- | ------------------ | ----- | ------- | ----------- |
| 5.8. | 16:00 | Brasilien – Kina   | 23–21 | 9-9     | Győrújbarát |
| 5.8. | 18:00 | Angola – Japan     | 25–21 | 13-12   | Győrújbarát |
| 6.8. | 14:00 | Kina – Angola      | 24–25 | 13-12   | Pápa        |
| 6.8. | 14:00 | Japan – Brasilien  | 18–19 | 011-811 | Pápa        |
| 7.8. | 14:00 | Brasilien – Angola | 27–17 | 13-61   | Pápa        |
| 7.8. | 18:00 | Kina – Japan       | 22–11 | 8-5     | Győrújbarát |

| Hold      | Kampe | Mål   | Point |
| --------- | ----- | ----- | ----- |
| Brasilien | 3     | 69-56 | 6     |
| Angola    | 3     | 67-72 | 4     |
| Kina      | 3     | 67-59 | 2     |
| Japan     | 3     | 50-66 | 0     |

#### Placeringskampe
| Kamp                | Dato | Tid   | Kamp                 | Res.  | Pause | Spillested  |
| ------------------- | ---- | ----- | -------------------- | ----- | ----- | ----------- |
| Kamp om 19.-pladsen | 9.8. | 14:00 | Taiwan – Japan       | 25–23 | 12-13 | Győrújbarát |
| Kamp om 17.-pladsen | 9.8. | 18:00 | Holland – Kina       | 25–26 | 13-13 | Győrújbarát |
| Kamp om 15.-pladsen | 9.8. | 16:00 | Argentina – Angola   | 15–24 | 16-15 | Győr        |
| Kamp om 13.-pladsen | 9.8. | 16:00 | Tunesien – Brasilien | 21–35 | 10-16 | Pápa        |

| Plac. | Hold      |
| ----- | --------- |
| 13.   | Brasilien |
| 14.   | Tunesien  |
| 15.   | Angola    |
| 16.   | Argentina |
| 17.   | Kina      |
| 18.   | Holland   |
| 19.   | Taiwan    |
| 20.   | Japan     |